# William Berczy
Pour les articles homonymes, voir Berczy.
William Von Moll Berczy, né le 10 décembre 1744 à Wallerstein, près de Nördlingen, en Saint-Empire romain, et décédé le 5 février 1813 à New York, aux États-Unis, est un peintre, architecte, auteur et colonisateur bas-canadien d'origine allemande.

## Biographie
William Berczy est le fils d'un diplomate, Albrecht Theodor Moll, et de Johanna Josepha Walpurga Hefele. Il fait ses études à l'Académie des Beaux-Arts de Vienne (Autriche) en 1762, puis à l'université d'Iéna (Allemagne) en 1766.
Durant les années 1770, il s'installe comme marchand et parcourt les villes du nord de l'Allemagne, de la Pologne, de la Hongrie et de la Croatie. Il s'installe par la suite en Italie, à Florence, où il prend le nom d'Albert-Guillaume Berczy. Il se fait alors connaître comme peintre. Le 1er novembre 1785, il épouse Jeanne-Charlotte Allamand, originaire de Lausanne (Suisse). Ils ont deux fils : William Bent et Charles Albert (en).
Le couple s'installe à Londres en 1790. William Berczy poursuit alors sa carrière de peintre et expose même à la Royal Academy of Arts.
En 1792, William Berczy s'embarque avec sa famille pour l'Amérique comme conseiller pour la Genesee Association, un groupe de spéculateurs britanniques qui tentaient de valoriser des terres dans l'ouest de ce qui est maintenant  l'état de New York. Ils débarquent dans un premier temps à Philadelphie. Puis, en 1794, ils arrivent au Canada. D'abord installé à York, nom de Toronto de 1793 à 1834, il est obligé, à la suite de nombreux déboires financiers, de vendre ses terres et ses biens. À partir de 1805, il partage son temps entre Montréal et Québec.
En 1801, alors qu'il rentre de Londres, son navire s'échoue le 14 novembre sur les côtes de la Baie des Chaleurs. Il y attend deux mois l'arrivée des secours et finit par entreprendre, avec l'aide de guides, de traverser la Gaspésie à pied. Il atteint Québec le 9 mars 1802. Il relate ce voyage dans un journal, qui est conservé, tout comme certaines de ses archives, au sein de la collection Louis-François-Georges Baby à l'Université de Montréal.
Malgré ces difficultés, les dernières années de sa vie sont certainement les plus riches pour sa carrière artistique. Il laisse notamment de nombreux manuscrits inédits. Sa carrière d'architecte se trouve à son apogée en 1803, lorsqu'il remporte le concours pour les plans de la Christ Church, à Montréal. Ses peintures les plus connues sont par ailleurs le portrait de Joseph Brant ou Thayendanegea, réalisé vers 1800, et le tableau représentant La famille Woolsey. De son temps, Berczy était d'ailleurs considéré comme l'un des meilleurs peintres des deux parties du Canada.
Sa formation artistique poussée et acquise en Europe lui vaut de nombreuses commandes de portraits et d'œuvres religieuses pour des églises du Québec.

## Œuvres

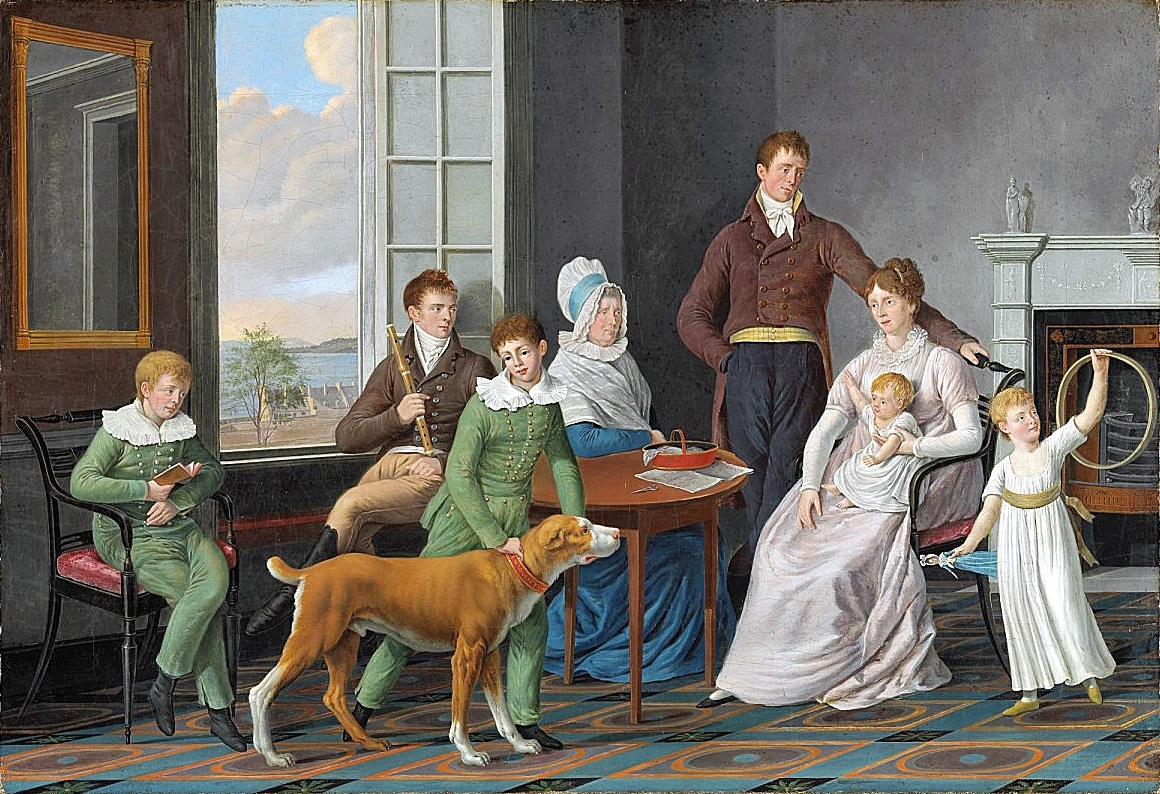
La famille Woolsey

- v. 1805 : François Malhiot, Musée national des beaux-arts du Québec (attribué à Bercy)[6]
- 1805 : L'Amiral Nelson, Collection de la Baie d'Hudson[7]
- 1806 : La Bataille de Trafalgar, Collection de la Baie d'Hudson[7]
- v. 1807 : Thayendanegea (Joseph Brant), Musée des beaux-arts du Canada[8]
- 1809 : La famille Woolsey, Musée des beaux-brts du Canada[9]
- 1810 : La Mort de saint Joseph, église Notre-Dame-de-la-Visitation de Champlain[10]
- Nature morte aux fleurs, Musée des beaux-arts de Montréal[11]